# Five O'Clock Heroes

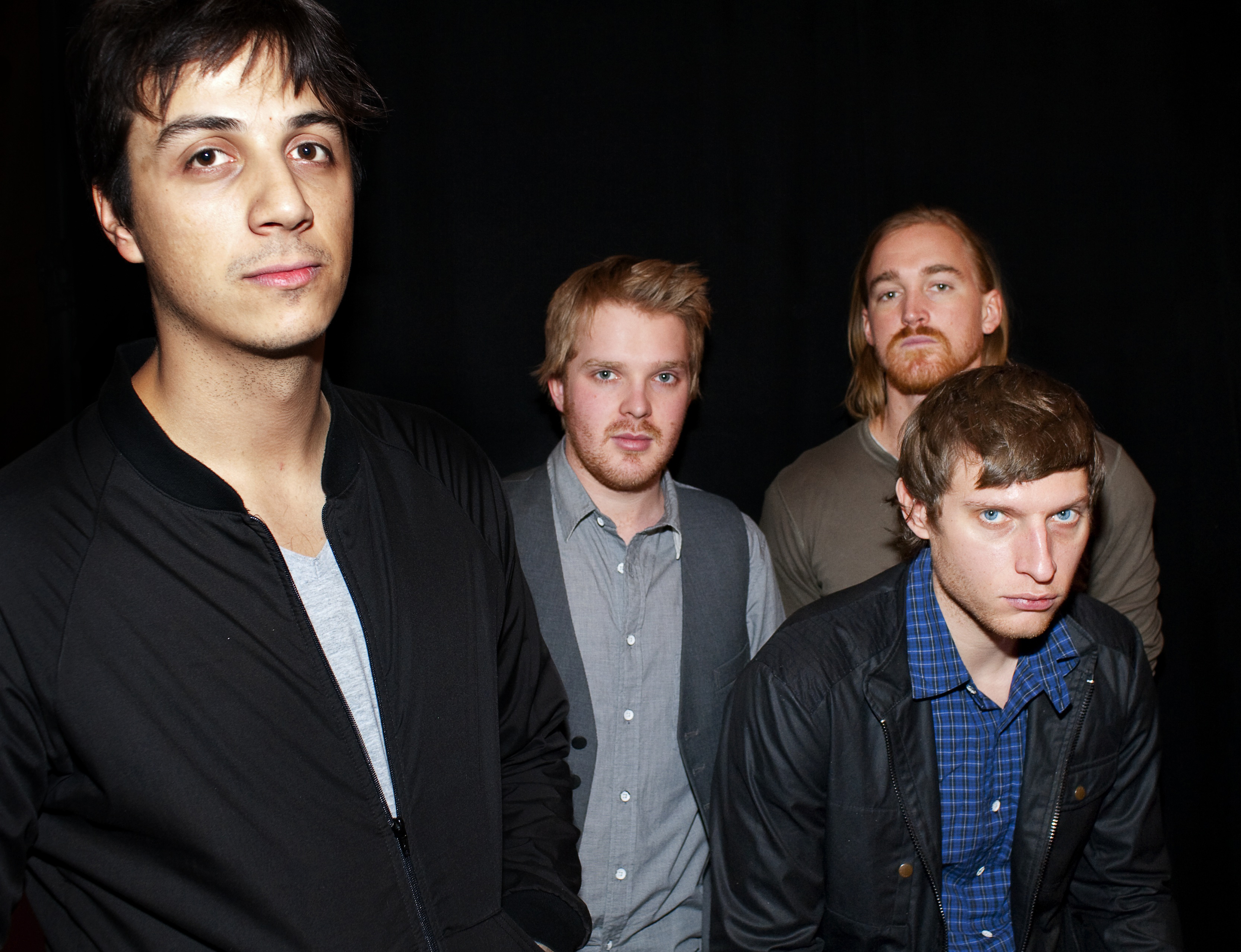
Bandleden

"Five O'Clock Heroes" is een Brits-Amerikaanse pop-rock/post-punkband.
De band kent veel invloeden uit de jaren 70, wat veel naar voren kwam in hun debut cd "Bend To The Breaks". Velen benoemden ook de invloeden van Joe Jackson en Elvis Costello. Ze werden bekender door in de voorprogramma's te spelen van onder meer Brendan Benson, The Bravery en The Paddingtons.
De band is vernoemd naar het nummer van "The Jam": "Just Who is the Five O’Clock Hero".
De band bestaat uit de voorman Anthony Ellis, gitarist Elliot Thomson, bassist Nader Kheirbek en drummer Sam Embery.
Op de valreep van 2006 brengen zij de single Time on My Hands uit. Het nummer wordt veel gedraaid op 3FM en wordt een bescheiden hit. 
Ook traden Five O'Clock Heroes in 2007 meerdere malen op in Nederland waaronder ook Pinkpop.
Op 30 april 2008 maakten Five O'Clock Heroes via hun mailinglist bekend dat hun tweede album en de nieuwe single beiden in juni 2008 uitgebracht zullen worden. Ze maakten ook bekend dat ze hierna weer op tour zullen gaan.
11 februari 2011 verscheen hun derde album, "Different Times". De eerste single van dit album is "Rough Boys".

## Discografie
- Bend to the Breaks, uitgebracht op 18 september 2006
- Speak Your Language, uitgebracht op 7 juli 2008
- Different Times, uitgebracht op 11 februari 2011